# Mildred Cable
Alice Mildred Cable (Guildford, 21 febbraio 1878 – Hampstead, 30 aprile 1952) è stata una missionaria e scrittrice britannica protestante che operò in Cina.

## Biografia
Figlia di John Cable, un ricco negoziante di tessuti di Guildford, divenne missionaria e studiò farmacia e scienze umane all'Università di Londra. Era fidanzata con un uomo che le aveva dichiarato la sua intenzione di diventare un missionario, ma cambiò idea e disse che non l'avrebbe sposata se non avesse abbandonato la sua missione. Ella interruppe il fidanzamento, rifiutò di sostenere l'esame finale per ottenere la laurea e si aggregò alla China Inland Mission nel 1901, incontrando  Evangeline "Eva" French che stava tornando in Cina dopo la sua prima esperienza. Lavorarono insieme per il resto della loro vita.
Cable e French erano di stanza a Huozhou, nello Shanxi, e spesso viaggiavano nella zona circostante. La sorella minore di Eva,  Francesca, si unì a loro nel 1910 (sebbene alcune fonti dicano nel 1908), e divennero note come il "trio". Dopo 20 anni trascorsi a Huozhou, credevano che la missione avrebbe dovuto essere consegnata ai capi cinesi e loro tre si sarebbero candidate a lavorare in una Cina occidentale relativamente sconosciuta, in gran parte musulmana. Sebbene ci fossero dubbi che le donne dovessero essere assegnate a questa regione, la loro proposta fu accettata nel 1923.

La base del "trio" era a Jiaquan, nel lontano occidente della provincia di Gansu.

## Viaggi in Asia centrale
I successivi dodici anni nelle parole di Mildred Cable: 
(Mildred Cable, Il deserto del Gobi)
Un recensore disse del libro di Cable e di French, "Il deserto del Gobi", che: "questo potrebbe essere il migliore di molti buoni libri sull'Asia centrale e la vecchia Via della seta attraverso i deserti della Cina occidentale".
Nel giugno del 1923, tutte e tre partirono per da Huozhou per l'Asia centrale viaggiando per 2.414 km. nei successivi otto mesi, ed evangelizzando strada facendo, raggiunsero Zhangye (allora chiamata Kanchow). Zhangye era l'ultima città all'interno della Grande muraglia cinese. Lì operava un evangelista cinese e, su sua richiesta, venne organizzata una scuola biblica durante l'inverno. Quando arrivò l'estate tornarono di nuovo sulla strada, seguendo il corridoio Hexi verso ovest, questa volta con alcuni dei credenti cinesi che avevano convertito. A Jiuquan affittarono delle case e un edificio da trasformare in chiesa e da allora in poi quella sarebbe stata la loro base. Dal Jiuquan viaggiarono molto, vendendo e regalando Bibbie e letteratura cristiana ed estendendo il loro raggio d'azione ai villaggi tibetani della provincia del Qinghai, agli accampamenti mongoli e alle città musulmane della provincia dello Xinjiang. Studiarono la lingua uigura per comunicare con le donne musulmane, la massima priorità dei loro sforzi missionari, anche se sembra che abbiano fatto pochissimi convertiti tra esse.

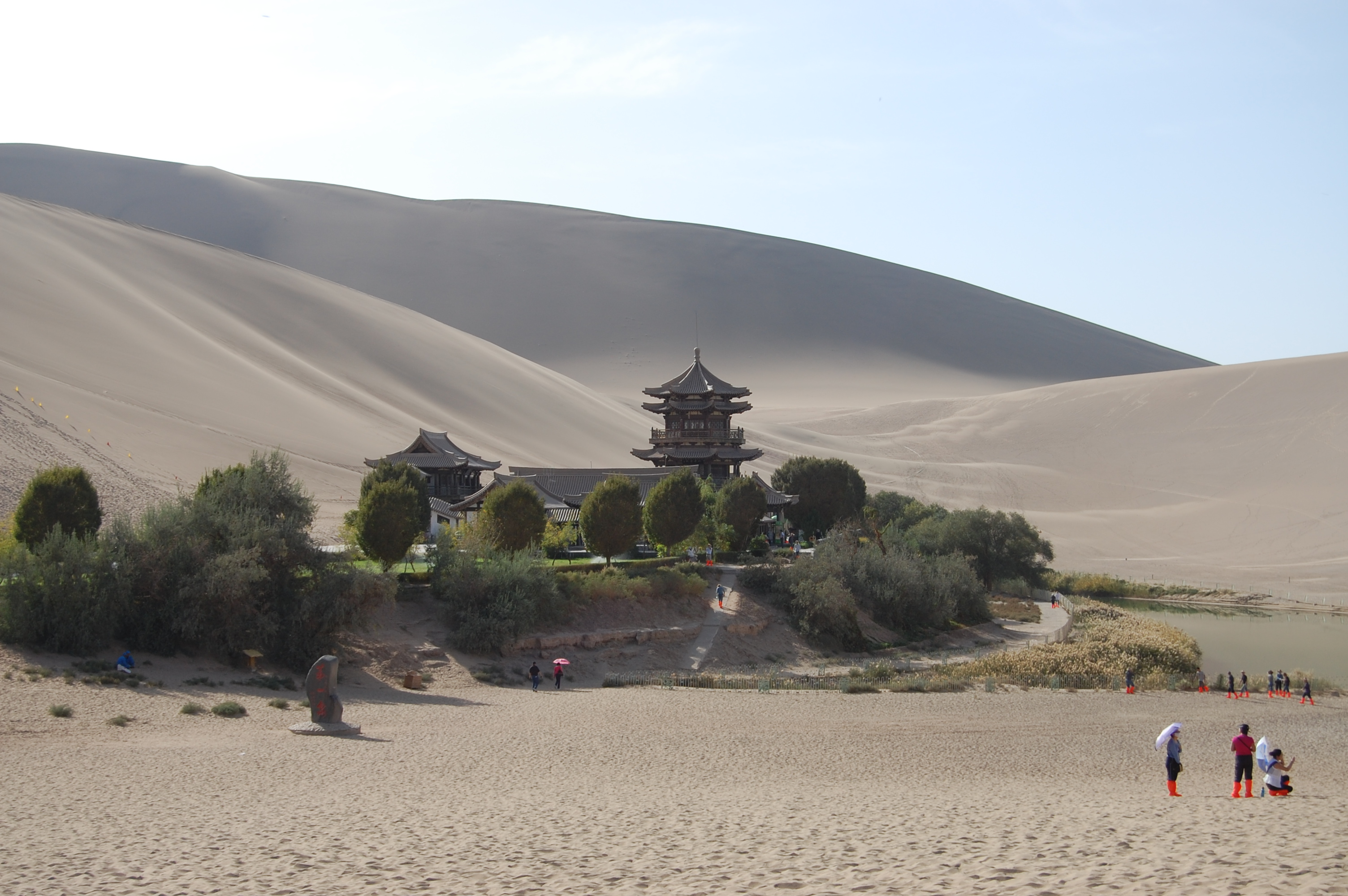
Il lago Crescent fu una delle oasi visitate dalla Cable e dalle sorelle French.

Le tre erano donne indipendenti, volitive e audaci. Eva French veniva criticata per aver dato la  Comunione alla sua congregazione cinese a Natale del 1924, poiché distribuire la Comunione era considerata una prerogativa maschile. Sconcertata dalle critiche, Mildred Cable diede la Comunione nella seguente celebrazione della Pasqua. Il loro modo di viaggiare in Asia centrale differiva dalle spedizioni contemporanee di esploratori come Aurel Stein e Sven Hedin che spesso viaggiavano in grandi carovane scortate da guardie armate. Le tre caricavano il loro carro di letteratura religiosa e attraversavano la Via della seta da sole o con alcuni colleghi cinesi.
I rapporti interpersonali tra il "trio" erano che "Mildred era la 'figura paterna', Francesca la madre, ed Eva la volitiva, pungente e meravigliosa bambina". Mildred veniva chiamata "Napoleone" da alcuni dei suoi collaboratori.
Per tornare in Inghilterra in congedo, nel 1926, viaggiarono attraverso la Siberia. Dopo il loro ritorno nel 1928, intrapresero un viaggio di un anno nello Xinjiang (allora noto come Turkestan cinese) e lungo la strada vennero detenute da un capo musulmano cinese, Ma Zhongying, per curare le sue ferite. Nel 1932, fecero il loro primo viaggio nel deserto del Gobi, dove la Cable fu gravemente ferita da un calcio sferratole da un asino.
Il trio lasciò la Cina per l'ultima volta nel 1936 e non fu in grado di tornare perché, nell'agosto del 1938, un signore della guerra locale ordinò a tutti gli stranieri di lasciare Gansu e lo Xinjiang. La Cable e le sorelle French si ritirarono nel Dorset. Durante il loro ritiro, la Cable era molto richiesta come oratore, e fece diversi tour internazionali.
Lei e le French continuarono a scrivere. Mildred Cable fu vice presidente della British and Foreign Bible Society fino alla sua morte avvenuta a Londra nel 1952.

## Opere
La maggior parte di queste opere vennero scritte in collaborazione con Francesca French
- Mother India's Daughters: An Impression, London: Page & Thomas, (189-?)
- The Fulfilment of a Dream of Pastor Hsi's: The Story of the Work in Hwochow, Morgan & Scott (1917) (Pastor Hsi = Xi Shengmo, of Hwochow, Shansi)
- Powers of Darkness: being a record of some observations in demonology (1920)
- Dispatches from North-west Kansu (1925)
- Through Jade Gate and Central Asia (1927[12])
- The Red Lama (1927)
- The Needed Gesture to the Church in China, London: World Dominion Press, (1927)
- With the Bible in Central Asia, London : British and Foreign Bible Society, (1937)
- The Challenge of Central Asia: a brief survey of Tibet and its borderlands, Mongolia, north-west Kansu, Chinese Turkistan, and Russian Central Asia, London; New York: World Dominion Press (1929)
- Something Happened, Hodder and Stoughton (1933)
- A Desert Journal: Letters from Central Asia (1934) (with Evangeline and Francesca French)
- Cable, Mildred. 1934. “The Bazars of Tangut and the Trade-routes of Dzungaria”. The Geographical Journal 84 (1). [Wiley, Royal Geographical Society (with the Institute of British Geographers)]: 17–31. doi:10.2307/1786829. https://www.jstor.org/stable/1786829.
- A Woman Who Laughed: "Henrietta Soltau who laughed at impossibilities and cried 'It shall be done'" London: The China Inland Mission (1934)
- Ambassadors for Christ (1935)
- Important to Motorists (1935)
- The Making of a Pioneer: Percy Mather of Central Asia (1935)
- "Come, follow": the call to service, London: Inter-Varsity Fellowship of Evangelical Unions, (1937)
- Towards Spiritual Maturity - A Book For Those Who Seek It (1939)
- Toward Spiritual Maturity: A Handbook for Those Who Seek It (1939)
- A Parable of Jade (1940)
- The Gobi Desert (1942)
- China: Her Life and Her People (1946)
- The Book which Demands a Verdict (1946)
- The Story of Topsy; Little Lonely of Central Asia (1947)
- The Bible in Mission Lands, Fleming H. Revell Co. (1947)
- The Bible in the World, London: Bible Reading Fellowship (1947)
- George Hunter Apostle of Turkestan (1948)
- Grace, Child of the Gobi (1949)
- Journey with a Purpose, Hodder & Stoughton (1950)
- What it Means to be a Christian (1950)
- Wall of Spears: The Gobi Desert (1951)
- Why Not the World? The story of the work of God through the Bible Society, London: The British and Foreign Bible Society (1952)